# Walter Mervyn St. George Kirke
Sir Walter Mervyn St. George Kirke, britanski general, * 1877, † 1949.